# L'Hexagramme

L'Hexagramme est un ensemble de six romans écrits entre 1958 et 1970 par Jean-Pierre Faye, à savoir : Entre les rues 1958, La Cassure 1961, Battement 1962, Analogues 1964, L'Écluse 1964 et Les Troyens 1970.

## LireL’Hexagramme oude l’un à l’autre
L'Hexagramme est un dessin de projection narrative—d’où ce titre, en référence à Pascal, dont l’hexagramme, dessiné à seize ans, marquait le début de la géométrie projective. 
Il recouvre un réseau de récits entrecroisés, distribué en six romans,  qui accouchent l’un de l’autre, résonnent entre eux et se renvoient en permanence l’un à l’autre par un jeu subtil de ricochets, de correspondances voire d’effets miroirs  où tous les personnages se trouvent liés par le simple fait qu’ils se racontent des choses les uns sur les autres. Et ce, malgré eux : « Qui raconte est conté, écrit Jean-Pierre Faye en 1991, car il est inévitable que d’autres en rendent compte. » « Ainsi », poursuit-il, « nous qui croyons agir de notre plein gré, nous ne sommes en fait que la somme des récits antérieurs. » 
Devenant ainsi narrateurs bien plus que personnages, les hommes et les femmes des cinq premiers romans qui, tous, se retrouveront dans le sixième, s’effacent, en fait, au profit du discours qu’ils ont fait naître, véritable espace de l’action : « Les récits projettent des actions, écrit encore Faye, parfois terribles, semblant surgir du réel immédiat alors qu’elles ne sont qu’enfants des récits d’avant. » Cette « saisissante illustration littéraire d’une phénoménologie de la perception », selon l’expression d’Olivier de Magny, se lit également comme une exploration de plusieurs lieux  (Chicago, Paris, Munich, Bâle, Berlin), des capitales de la douleur qui se dévoilent en multiples prismes à travers les histoires qu’elles colportent.
Quête, enquêtes, les passerelles de l’Hexagramme mènent aussi au roman des romans : « un livre où l’action ne serait que récits, phrases, propos, racontars en éclosion permanente… » Ce lieu de la parole prend corps, si l’on peut dire, dans le sixième volume, à savoir Les Troyens—au sens de ville de Chrétien de Troyes où le roman français trouve ses origines, mais également au sens de nouvelle Iliade où la flèche de la narration aurait remplacé les javelots d’Hector et d’Achille. 
Ultime retournement : ce sixième roman comporte six chapitres, ouvrant le champ de lecture à la démultiplication que l’on sent infinie et livre la clé de son appellation : « Les six chapitres des Troyens, écrit Marc Saporta, permettent de dessiner entre les protagonistes une série d’interpellations dont la géométrie se révèle lorsque les calligrammes, en fin d’ouvrage, font apparaître sur les pages l’hexagramme de Pascal, dessiné par des mots. »

## Les six romans
- Entre les rues
- La Cassure
- Battement
- Analogues
- L'Ecluse
- Les Troyens